# Morethia lineoocellata
Morethia lineoocellata — вид сцинкоподібних ящірок родини сцинкових (Scincidae). Ендемік Австралії.

## Поширення і екологія
Morethia lineoocellata мешкають на західному узбережжя Західної Австралії, від островів Монтебелло і Північно-Західного півострова до миса Левін. Вони живуть на прибережних піщаних рівнинах і піщаних дюнах та в рідколіссях.